# Dessel
Dessel este o comună din regiunea Flandra din Belgia. Suprafața totală a comunei este de 27,03 km². La 1 ianuarie 2008 comuna avea 8.932  locuitori.
Dessel se învecinează cu comunele Retie și Mol.
1. ↑  Totale oppervlakte volgens het Kadasterregister, België, gewesten en provincies (în neerlandeză), Algemene Directie Statistiek[*]